# Нярсинъягун
Нярсинъягун (устар. Нярсин-Ягун) — река в России, протекает по Сургутскому району Ханты-Мансийского АО. Устье реки находится в 162 км по правому берегу реки Энтль-Имиягун. Длина реки составляет 50 км, площадь водосборного бассейна 444 км².

## Притоки
- 19 км: Тилесьягун
- 25 км: Каттойнярсинъягун
- 31 км: река без названия

## Данные водного реестра
По данным государственного водного реестра России относится к Верхнеобскому бассейновому округу, водохозяйственный участок реки — Обь от впадения реки Вах до города Нефтеюганск, речной подбассейн реки — Обь ниже Ваха до впадения Иртыша. Речной бассейн реки — (Верхняя) Обь до впадения Иртыша.
Код объекта в государственном водном реестре — 13011100112115200042648.